# Frascher Grande
Frascher Grande (in croato Frašker) è un isolotto disabitato della Croazia, situato lungo la costa sudoccidentale dell'Istria, poco a sud Pola.
Amministrativamente appartiene alla città di Medolino, nella regione istriana.

## Geografia
Frascher Grande si trova di fronte alla costa su cui si affaccia l'insediamento di Bagnole. La parte settentrionale è separata dalla terraferma dal tratto di mare chiamato Bocca di Pescheria (Piškera) mentre quella meridionale chiude l'ingresso della Val Centenera (uvala Cintinera). Nel punto più ravvicinato, Frascher Grande dista 130 m dalla terraferma.
L'isolotto ha una forma allungata, orientata in direzione nordovest-sudest e misura 720 m di lunghezza e 235 m di larghezza massima. Ha una superficie di 0,11 km² e uno sviluppo costiero di 1,67 km. A nordovest, raggiunge un'elevazione massima di 19 m s.l.m.

### Isole adiacenti
- Frascher Piccolo (Fraškerić), scoglio quadrangolare a nord di Frascher Grande.
- Veruda (Veruda), isolotto a nord del precedente.

### Cartografia
- (HR) Mappa topografica della Croazia 1:25000, su preglednik.arkod.hr.